# Filippina Erzsébet orléans-i hercegnő
Philippine Élisabeth Charlotte d’Orléans (Versailles, Francia Királyság, 1714. december 18. – Bagnolet, Francia Királyság, 1734. május 21.), a Bourbon-ház orléans-i ágából származó francia hercegnő, Beaujolais kisasszonya (franciául: Beaujolais de Montpensier), II. Fülöp orléans-i herceg és Françoise Marie de Bourbon ötödik felnőttkort megélt leánya, aki V. Fülöp spanyol király fiának, Károly infánsnak jegyese. Fekete himlő következtében hunyt el tizenkilenc éves korában, hajadonként.

## Életrajza

### Származása
Philippine Élisabeth Charlotte (magyarul: Filippina Erzsébet Sarolta) hercegnő, 1714. december 18-án született a versailles-i kastélyban. Édesapja II. Fülöp, Orléans hercege volt, aki később Franciaország régense lett unokaöccse, XV. Lajos kiskorúsága idején. A hercegnő édesanyja Françoise Marie de Bourbon, aki XIV. Lajos francia király és szeretője, Madame de Montespan márkiné törvényesített leánya, így édesanya hivatalosan is a Bourbon-ház tagja volt.
Szülei nyolc gyermeke közül ő született hetedikként, egyben az ötödik felnőttkort megélt leánygyermek volt. A Mademoiselle de Beaujolais néven volt ismeretes. Kisgyermekként legkisebb húgával, Louise Diane hercegnővel nőtt fel. Nevét apai nagyszüleiről, Fülöp orléans-i hercegről és Pfalzi Erzsébet Sarolta hercegnéről kapta. A hercegné egész életében megvetette menyét, mivel személyes sértésnek érezte, hogy a király arra kötelezte Fülöpöt, hogy vegye feleségül a fattyúként számon tartott, házasságon kívül született leányát. Menyével mindvégig ellenséges volt, ám unokáját, Philippine Élisabeth hercegnőt nagyon megkedvelte, rendszeresen látogatta őt a párizsi Palais-Royalban.

### Későbbi élete
1715 óta volt édesapja Franciaország de facto uralkodója, a gyermek XV. Lajos francia király régenseként. A franciák és spanyolok között 1718-ban kitört négyes szövetség háborúját 1720-ban V. Fülöp spanyol király egy békeajánlattal akarta lezárni. Az ajánlat részeként hármas házasságot javasolt: három éves leánya, Marianna Viktória infánsnő hozzámegy a tizenegy éves XV. Lajoshoz, fia, Lajos infáns a régens Louise Élisabeth nevű leányát, míg másik fia, Károly infáns a régens másik leányát, Philippine Élisabethet veszi feleségül. A hercegnő jegyese így Toszkána leendő nagyhercege lett.
A hercegnőt édesapja, valamint fivére, Louis herceg és féltestvérük, Jean Philippe kísérte Spanyolországba vezető útján. Buitrago del Lozoya városában (egy napnyi járásra Madridól) találkozott először jövendő hitvesével, Károly infánssal, valamint apósával, Fülöp királlyal, továbbá Izabella királynéval, valamint Asztúria hercegével és hercegnéjével.
Nővérével, Louise Élisabethel sosem volt közeli viszonya, a spanyol udvarba érkezve kapcsolatuk csak tovább romlott. Philippine Élisabeth hercegnő szépsége és intelligenciája hamar népszerűvé tette őt a királyi családban, fogadtatása barátságos volt, ami nővérének korábban sosem adatott meg a spanyol udvarban. Édesapjuk 1723-ban bekövetkezett halálát követően az új főminiszter unokatestvérük, Louis Henri de Bourbon, Condé hercege lett, aki első lépései egyikeként bontotta fel XV. Lajos és a spanyol infánsnő jegyességét. A spanyol udvar válaszul 1728-ban visszaküldte hazájukba az addigra megözvegyül Louise Élisabeth királynét és Philippine hercegnőt, utóbbi jegyességét szintén felbontva.